# Haplamerus annulus
Haplamerus annulus är en kvalsterart som först beskrevs av Balogh och Sandór Mahunka 1966.  Haplamerus annulus ingår i släktet Haplamerus och familjen Ameridae. Inga underarter finns listade i Catalogue of Life.